# Золотые монеты Петра II
Золотые монеты Петра II — монеты Российской империи, отчеканенные из золота во времена правления Петра II. При императоре существовали два номинала золотых монет: червонец и два рубля.

## Описание монет

### Червонец 1729 года
Этот червонец выполнена из золота 986 пробы; его диаметр составляет 22,3 мм, а вес равен 3,47 г, чистого золота 3,36 г. Были отчеканены в Красном монетном дворе с тиражом 17 000 экземпляров. Гурт является узорным.
На аверсе червонца изображён правый профильный портрет Петра II в латах с наплечниками и плаще. Четыре фестона над наплечниками. На голове располагается лавровый венок, перехваченный сзади бантом. Над головой воспроизведена звезда. Круговая надпись: «ПЕТРЬ: II∗IМПЕРАТОРЬ». На реверсе червонца изображён герб Российской империи начала XVIII века — двуглавый орёл под тремя коронами. На груди орла расположен овальный щит с гербом Москвы. В правой лапе он сжимает скипетр, в левой держит державу. В гербе короны на головах орла без крестов. Круговая надпись: «IСАМОДЕРЖ: ВСЕРОСІИСКІИ 1729».
Существует семь вариантов червонца 1729 года (Биткин R2): 1 — 3 фестона; 2 — 3 фестона, короны с крестами; 3 — 4 фестона; 4 — 4 фестона; 5 — 4 фестона, «...ВСЕРОСІИСКІИ Х»; 5 — 4 фестона, «...ВСЕРОСІИСКІИ Х»; 6 — 5 фестонов; 7— 5 фестонов.

### 2 рубля 1727—1728 годов
Этот червонец выполнен из золота 781 пробы; его диаметр составляет от 20,5 до 21,1 мм, а вес равен 4,10 г, чистого золота 3,2 г. Были отчеканены в Красном монетном дворе с тиражом 11 728 экземпляров. Гурт является узорным.
На аверсе червонца изображён правый профильный портрет Петра II в латах с наплечниками и плаще. На голове располагается лавровый венок без банта. Над головой воспроизведена звезда. Круговая надпись: «ПЕТРЪ∙II∙IМПЕРАТОРЬ∙IСАМОДЕРЖЕЦЬ∙ВСЕРОСІСКI∗». На реверсе червонца изображён Святой Андрей Первозванный в рост, который поддерживает левой рукой косой крест, находящийся сзади него. Правая рука протянута вперёд. Круговая надпись: «МОНЕТА НОВА ЦЕНА ДВА РUБЛI 17-27».
Помимо 1727 года, данная монета чеканилась в 1728 году. 2 рубля 1727 года имеют пять вариантов: 1 — над головой звезда, «...РОБЛI» (Биткин R1); 2 — над головой звезда, «...РОБЛI» (Биткин R4); 3 — над головой точка, «РУБЛI» (Биткин R1); 4 — над головой звезда, «...РОБЛI» (Биткин R1); 5 — год перегравирован (Биткин R1). 1728 года имеют два варианта (Биткин R2): 1 — над головой звезда ; 2 — над головой точка. Тираж — 9397 экземпляров. Также в 1729 году данная монета была отчеканена в количестве 23 798 экземпляров с предыдущими датами.
При Петре II существовали новоделы — монеты, чеканка которых была произведена по прототипу настоящей монеты подлинными или изготовленными штемпелями на монетном дворе, как правило, позже настоящих монет. Одними из новоделов были 2 рубля 1727 года (Биткин R3) с четырьмя разновидностями.